# Ulcera del Buruli
L'ulcera del Buruli (nota anche come ulcera di Bairnsdale, ulcera di Searle o ulcera di Daintree) è un'infezione causata dal Mycobacterium ulcerans. Lo stato iniziale dell'infezione è caratterizzato da un nodulo indolore o da un rigonfiamento. Questo nodulo può trasformarsi in un'ulcera. L'ulcera può rivelarsi più ampia all'interno piuttosto che sul livello superficiale della pelle e può essere circondata da un'area di gonfiore. Se la malattia peggiora possono venire infettate anche le ossa. L'ulcera del Buruli colpisce in maniera più frequente le braccia o le gambe; lo stato febbrile non è comune.

## Causa
Il batterio M. ulcerans rilascia una tossina nota come mycolactone, che indebolisce il sistema immunitario e porta alla morte del tessuto. I batteri di questa famiglia causano inoltre la tubercolosi e la lebbra (rispettivamente M. tuberculosis e M. leprae). Non si sa come si diffonda la malattia. Potrebbero essere coinvolte le fonti d'acqua. Al 2013 non esiste un vaccino efficace.

## Terapia
Se nei pazienti il trattamento inizia in maniera precoce, una cura antibiotica per otto settimane è efficace nell'80% dei casi. La terapia comprende spesso i farmaci rifampicina e streptomicina. La claritromicina o la moxifloxacina sono a volte utilizzate invece della streptomicina. Altre terapie possono comprendere l'asportazione dell'ulcera. A seguito della cura dell'infezione, l'area è solitamente contrassegnata da una cicatrice.

## Epidemiologia
L'ulcera del Buruli si manifesta principalmente nell'Africa subsahariana rurale, specialmente in Costa d'Avorio, ma può verificarsi anche in Asia, nel Pacifico occidentale e in America. Sono stati riscontrati casi in più di 32 Paesi. Ogni anno si verificano circa dai cinque ai seimila casi. Oltre che nell'uomo, la malattia si verifica anche in diversi animali. Albert Ruskin Cook è stato il primo a descrivere l'ulcera del Buruli nel 1897.